# حوضه آبریز لاهیجان–نور

موقعیت حوضه آبریز رودخانه‌های بین سفیدرود و هراز

حوضه آبریز رودخانه‌های بین سفیدرود و هراز با نام اختصاری لاهیجان–نور یکی از حوضه‌های باز ایران است که در تقسیم‌بندی حوضه‌های آبریز ایران، حوضهٔ فرعی به شمار می‌رود و زیرمجموعهٔ حوضهٔ آبریز دریای مازندران است. مساحت این حوضه، ۱۰٬۹۰۵ کیلومتر مربع است و رودهای نیمهٔ شرقی گیلان و نیمهٔ غربی مازندران را دربرمی‌گیرد.

## جغرافیا
حوضهٔ آبریز لاهیجان–نور یکی از حوضه‌های درجه ۲ ایران است که بخشی از آن در استان قزوین و مابقی در استان‌های گیلان و مازندران قرار دارد. این حوضه در محدوده‌ای میان دو رودخانه سفیدرود و هراز واقع شده‌است و شامل چند رود ساحلی است که از کوه‌های البرز مرکزی سرچشمه می‌گیرند. مهم‌ترین رودهای این حوضه، پلرود در شهرستان رودسر، رود چالوس و چشمه کیله هستند.

## زیرحوضه‌ها
برپایهٔ دستور العمل تقسیم‌بندی حوضه‌های ایران، حوضهٔ آبریز لاهیجان–نور به زیرحوضه‌های زیر تقسیم می‌شود:
| کد  | نام اختصاری زیرحوضه | مساحت کیلومتر مربع | تعداد زیرحوضه‌ها |
| --- | ------------------- | ------------------ | --------------- |
| ۱۴۱ | شرق گیلان           | ۳٬۵۳۶              | ۶               |
| ۱۴۲ | رامسر–چالوس         | ۴٬۸۷۱              | ۹               |
| ۱۴۳ | نوشهر–نور           | ۲٬۴۹۸              | ۸               |